# Бад Кроцинген
Бад Кроцинген (њем. Bad Krozingen) град је у њемачкој савезној држави Баден-Виртемберг. Једно је од 50 општинских средишта округа Брајсгау-Хохшварцвалд. Према процјени из 2010. у граду је живјело 16.586 становника. Посједује регионалну шифру (AGS) 8315006.

## Географски и демографски подаци
Бад Кроцинген се налази у савезној држави Баден-Виртемберг у округу Брајсгау-Хохшварцвалд. Град се налази на надморској висини од 233 метра. Површина општине износи 35,6 km². У самом граду је, према процјени из 2010. године, живјело 16.586 становника. Просјечна густина становништва износи 465 становника/km².

## Међународна сарадња
| Мјесто  | Држава    | Врста сарадње | Од    |
| ------- | --------- | ------------- | ----- |
| Рига    | Летонија  | контакт       | 2007. |
| Наоири  | Јапан     | пријатељство  | 1990. |
| Бојњице | Словачка  | контакт       | 2000. |
|         | Француска | партнерство   | 1985. |
|         | Француска | партнерство   | 1985. |
| Извор   |           |               |       |